# Missionarinnen vom lehrenden und sühnenden Heiland
Die Kongregation der Missionarinnen vom lehrenden und sühnenden Heiland (Misioneras de Jesús Verbo y Víctima, Ordenskürzel MJVV) wurden von Bischof Friedrich Kaiser und Schwester Willibrordis Bonefeld, zwei Missionaren aus Hiltrup 1961 in Caravelí in der Region Arequipa (Peru) gegründet.

## Apostolat
Die Intention der Gründung der Kongregation war, durch den Einsatz von Ordensschwestern als Seelsorgerinnen vor allem in den Andenregionen die Folgen des Priestermangels zu mildern. In der Regel bilden sechs Schwestern eine örtliche Gemeinschaft, von den Misioneras de Jesús Verbo y Víctima „Patmos“ genannt. Dadurch können zwei Teams von je zwei Schwestern in der Seelsorge in den abgelegenen Weilern und Dörfern unterwegs sein; die fünfte und die sechste Schwester hüten derweil die Missionsstation und sind ansprechbar für die Gläubigen, die zu ihnen kommen. Die Schwestern spenden das Sakrament der Taufe, assistieren anstelle des Priesters beim Spenden des Ehesakramentes, bringen den Kranken die hl. Kommunion und spenden Sakramentalien wie etwa die kirchliche Begräbnisfeier. Dazu werden sie vom jeweiligen Ortsbischof beauftragt. Sie geben Religionsunterricht, halten Gottesdienste und leiten ländliche Pfarreien. Außerdem wirken die Schwestern in der Alphabetisierung, in der Medikamentenversorgung und in der Gesundheitsvorsorge der Bevölkerung.
Der Kongregation gehören 395 Schwestern an (Stand 2019). Davon sind 263 in Peru tätig, verteilt auf 13 Bistümer und Prälaturen. Die übrigen Schwestern arbeiten in Argentinien, Bolivien, Chile, Kuba, Paraguay und Uruguay.
Das Mutterhaus befindet sich in Caravelí. Generaloberin ist Rosario Francia Zevallos, mit Ordensnamen Madre María Jacinta MJVV.

## Laienmissionarinnen
Die Ordensschwestern werden von einer Gruppe von Laienmissionarinnen, den nach Friedrich Kaiser benannten Laicos Misioneros Kaiserinos (LaMiKai) unterstützt.

## Chronologie
- 1961 Gründung der Gemeinschaft
- 1971 Anerkennung als Kongregation diözesanen Rechts
- 1982 Anerkennung Kongregation päpstlichen Rechts